# Калинин, Михаил Степанович
Михаи́л Степа́нович Кали́нин  (1918—1978) — советский военный моряк-подводник, участник советско-финской и Великой Отечественной войн. Герой Советского Союза (6.03.1945). Капитан 1-го ранга (22.05.1951).

## Предвоенное время
Родился 23 февраля 1918 года в деревне Панкратовская Егорьевского уезда Рязанской губернии РСФСР. Из крестьян (отец Степан Калинин в то время служил в армии, а затем дослужился до генерал-лейтенанта РККА). Русский. Член ВКП(б) с 1942 года.
В Рабоче-Крестьянском Красном Флоте с 1934 года. В 1938 году окончил Высшее военно-морское училище им. М. В. Фрунзе. Служил на Балтийском флоте: с февраля 1938 по февраль 1939 года — дублёр командира электронавигационной группы крейсера «Киров», с февраля по апрель 1939 года — командир штурманского сектора подводной лодки (ПЛ) Щ-306, с апреля 1939 по июнь 1940 года — командир штурманского сектора ПЛ Щ-305. Поскольку подлодка Щ-305 числилась в боевом составе Балтийского флота, участвовавшего в советско-финской войне 1939—1940 годов, то весь её экипаж также считался участником этой войны, но фактически за весь период боевых действий против финнов Щ-305 в море не выходила. С июня 1940 года — командир штурманской боевой части ПЛ Щ-303 («Ёрш»).

## Великая Отечественная война
С начала Великой Отечественной войны по январь 1942 года продолжал командовать штурманской боевой части ПЛ Щ-303, затем по апрель 1942 года — помощник командира ПЛ Щ-303 (командир — И. В. Травкин. Участвовал в двух боевых походах на этом корабле в июле-августе и в октябре-ноябре 1942 года (по итогам этих походов подлодке было засчитано потопление 5 кораблей, но по данным немецкой стороны был только повреждён 20.07.1942 года немецкий транспорт «Альдебаран», перевозивший войска). Во время одного из этих походов на борту Щ-303 принят в члены ВКП(б).
В 1943 году окончил Высшие специальные курсы командного состава Учебного отряда подводного плавания имени С. М. Кирова. В октябре 1943 года назначен помощником командира подводной лодки С-4, а 24 февраля 1944 года — командиром ПЛ Щ-307 («Треска») 3-го дивизиона подводных лодок Балтийского флота. В должности командира Щ-307 совершил два боевых похода на Балтике:
- 04.10.1944 — 07.11.1944 выход на позицию в район Виндавы. Михаил Степанович Калинин вспоминал:  — Обнаружили мы три транспорта. Цель завидная, но идти в атаку опасно — рядом сторожевики. И глубина малая: временами лодка уже касалась грунта. Но вспомнил я нашу атаку в сорок втором в районе Хельсинки, на виду у финнов и на мелководье. Ведь тогда получилось! И рискнул я. Быстро довернул и выпустил сразу четыре торпеды. Машины на «стоп». Притаились на грунте. Два взрыва почти одновременно. Не выдержал я, подвсплыл под перископ. Вижу: двух транспортов нет, только спасательные шлюпки снуют в том месте. Можешь представить нашу радость. Уверенности, сил прибавилось. Мы в том походе четыре транспорта потопили…[8].
- 04.01.1945 — 03.02.1945 выход на позицию юго-западнее Либавы. Безуспешная атака конвоя 9 января 1945 года, уклонение от сторожевого корабля (на ПЛ сброшено 70 глубинных бомб). Успешная атака 16 января 1945 год, в результате попадания торпеды загорелся и утром следующего дня затонул на мелководье немецкий транспорт «Henrietta Schulze» (1.923 брт)[9].

Указом Президиума Верховного Совета СССР от 6 марта 1945 года капитан-лейтенанту Михаилу Степановичу Калинину за образцовое выполнение заданий командования и проявленные при этом геройство и мужество присвоено звание Героя Советского Союза с вручением ордена Ленина и медали «Золотая Звезда» № 5087.
Фактически ни одна из заявленных в этих походах 6-ти побед (5 транспортов и 1 танкер) М. С. Калинина данными противной стороны не подтверждается, хотя отечественные историки и предполагают как минимум 3 из них подлинными, предположительно даже идентифицируя потопленные корабли.

## После войны
После войны продолжил службу в ВМФ, командуя той же ПЛ. В августе 1946 года назначен командиром ПЛ К-53 Южно-Балтийского флота, вместе с которой в сентябре 1948 года перешёл на Северный флот. С ноября 1948 года командовал 4-м, а с декабря 1949 года — 1-м дивизионом подводных лодок Северного флота. С апреля 1951 года по декабрь 1953 года — командир 161-й бригады подводных лодок Северного флота. С декабря 1953 года на преподавательской работе: до декабря 1955 года — старший преподаватель 1-го Балтийского военно-морского училища (с мая 1954 года — 1-е Высшее военно-морское училище подводного плавания).
В 1956 году окончил Академические курсы офицерского состава при Военно-морской академии имени К. Е. Ворошилова. С декабря 1956 года по ноябрь 1961 года — старший преподаватель Высшего военно-морского училища им. М. В. Фрунзе, по февраль 1964 года — Высших специальных офицерских классов ВМФ, с февраля по октябрь 1964 года — Высшего военно-морского училища радиоэлектроники имени А. С. Попова. С октября 1964 года в запасе.
Жил в Ленинграде. Скончался 4 июля 1978 года. Похоронен на Красненьком кладбище в Ленинграде.

## Награды
- Медаль «Золотая Звезда» Героя Советского Союза (6.03.1945);
- 2 ордена Ленина (15.08.1942, 6.03.1945);
- 2 ордена Красного Знамени (1951, 26.10.1955);
- орден Ушакова 2-й степени (13.03.1945); № 225[17]
- орден Отечественной войны 1-й степени (18.12.1942);
- орден Красной Звезды (15.11.1950);
- медаль «За боевые заслуги» (3.11.1944);
- медаль «За оборону Ленинграда» (1942);
- медаль «За взятие Кенигсберга» (1945);
- ряд медалей СССР.

## Память
- Стела с портретом на Аллее Героев в Егорьевске.
- Имя высечено на мемориальной доске Героев Советского Союза бригады подводных лодок Балтийского флота на Аллее Славы в Кронштадте.